# Бой у Арабконака
Бой у Арабконака — эпизод русско-турецкой войны, в ходе которого турецкие войска пытались деблокировать Плевну, атаковав занятый незадолго до этого русскими Орхание (совр. Ботевград) со стороны Арабконака. Узнав о намерениях турок 50 тыс. русская армия под началом Гурко выдвинулась навстречу. 21 ноября (3 декабря) 1877 года турки силами Шакир-паши атаковали фланг русских в районе Арабконака, где командование осуществлял Эллис. Непосредственно наступление турок осуществлялось на участке полковника Гриппенберга. В разгар боя русскую артиллерию заклинило из-за перегрева. Гриппенберг вёл своих солдат в атаку с саблей в руке. После перегруппировки сил снаряд русской артиллерии поразил пороховой ящик турок, что смяло ряды наступающих. Поражение на Арабконаке привело к отставке Мехмет-али.

## Память
Бой у Арабконака увековечен на Колонне Славы в Санкт-Петербурге.
Памятник победы 21 ноября 1877 года в битве при Арабаконаке и 19 декабря 1877 года в битве при Ташкесене (Саранчи) установлен на перевале Арабаконак на одноимённой вершине.